# Ataque a ônibus do Borussia Dortmund
No dia 11 de abril de 2017, o ônibus que conduzia a equipe de futebol Borussia Dortmund ao Signal Iduna Park para disputar as quartas de final da Liga dos Campeões da UEFA contra Mônaco sofreu um atentado, sendo atacado com explosivos. A polícia inicialmente investigou o caso como tentativa de homicídio e uma possível ligação com o Estado Islâmico. Uma carta foi encontrada pela polícia perto do local de explosões que atingiram o ônibus da equipe do Borussia Dortmund, com clara tendência islamita. Inicialmente foram identificados dois suspeitos, sendo um deles detido. No entanto, a 21 de abril de 2017 a policia alemã deteve um homem suspeito de ter colocado a bomba para fazer baixar as ações do Borussia e lucrar com um esquema de venda a descoberto.
Enquanto estava a caminho do estádio Westfalenstadion, em Dortmund, o ônibus do Borussia Dortmund sofre ataque com três explosivos. As bombas estavam escondidas numa cerca perto de um estacionamento próximo ao hotel e foram detonadas por volta das 19:15 do horário local. Um dos integrantes da equipe, o jogador Marc Bartra, ficou ferido, machucou o braço esquerdo e foi encaminhado imediatamente ao hospital mais próximo.

## Suspeitos
A polícia inicialmente identificaou dois suspeitos e prendeu um deles. Os apartamentos dos dois suspeitos foram revistados pela polícia. O suspeito preso era um iraquiano de 25 anos, residente de Wuppertal, e pertencente aos círculos fundamentalistas islâmicos.
A 21 de abril de 2017, o procurador federal anunciou a prisão de um cidadão germano-russo de 28 anos, identificado apenas como Sergej Wenergold, na suspeita de tentativa de homicídio, detonoção ilegal de explosivos, e agressão agravada. O homem possuia opções permitindo-lhe vender a descoberto 15.000 ações do Borussia no volor aproximado de €78.000, e tinha estado no mesmo hotel que a equipa do Borussia, num quarto com vista para cena do crime na altura do ataque.

## Investigação
A polícia alemã e os advogados estaduais estão tratando o caso como tentativa de homicídio e ataque terrorista contra o Borussia Dortmund. A polícia encontrou quatro cartas, três na cena do crime (escrita por EIIL), e outra na internet (de autoria da Ação Antifascista), esta última considerada falsa. Nos primeiros dias após o ataque, o palestrante do Ministério Público Federal da Alemanha considerou-o um ato de terrorismo com possível envolvimento islâmico.

## Consequência
A partida foi adiada para o dia 12 de abril, às 18:45 (Horário de Verão da Europa Central).